# Пан Пунтила і його слуга Матті
Пан Пунтила і його слуга Матті (нім. Herr Puntila und sein Knecht Matti) — епічна комедія, написана в 1940 році німецьким письменником-модерністом Бертольтом Брехтом. П'єса, заснована на дилемі поміщика Пунтили, який перебуває під впливом суворих правил капіталізму в тверезому стані і розкриває свої гуманістичні аспекти, коли п'яний, містить психологічні та соціологічні елементи. Твір, який Брехт написав у вигнанні у Фінляндії під час Другої світової війни, вперше було поставлено в Цюріху в 1948 році. Подвійні стосунки між Пунтилою та його камердинером Матті подібні до відносин між Бродягою та мільйонером у фільмі Чарлі Чапліна «Вогні міста» (1931).

## Сценарій
У п'єсі з гумором описуються стосунки між паном Пунтилою, безжальним аристократичним обличчям капіталістичного порядку, і Матті, його слугою, які постійно набувають подвійної форми на тлі соціальних та економічних відмінностей. Пунтила, багатий поміщик, не знає точно, як поводитися із своїми працівниками, але виступає як хороший роботодавець, коли п'яний, і жорстокий господар, коли тверезий. Через ці дилеми він вирішує видати заміж свою дочку Єву або за багатого аташе, або за слугу Матті, який, як він знає, закоханий у його дочку. Хоча Матті не може зрозуміти нестабільну ситуацію свого боса, він сподівається зблизитися з Євою, намагаючись одружитися з нею.

## Персонажі
- Пан Пунтила, багатий землевласник-аристократ
- Слуга Матті, його шофер
- Єва, його дочка
- Офіціант
- Суддя
- Прикріпити
- Юрист
- Контрабандист Емма
- Доярка
- Дівчина телефоніст
- дівчина фармацевт
- Фіна, покоївка
- Лайна, кухар
- Товстун
- Співробітник
- рудий чоловік
- ветеринар
- Червона Сурккала
- його четверо дітей
- Абат
- Його дружина
- лісоруби

## Процес написання
Текст п'єси заснований на творі фінської комедійної письменниці Хелла Вуолійокі Sahanpuruprinsessa, написаному 1930 року на основі своїх особистих спогадів. Тобто після того, як Брехт побачив історію, він зробив пропозицію Вуолійокі в 1940 році взяти участь у конкурсі, організованому Спілкою драматичних письменників Фінляндії. З його пропозицією вони приступають до роботи над п'єсою. Для того, щоб Брехт розумів, п'єсу перекладає німецькою Маргарет Штеффін як Die Sägenmehlprinzessin (Принцеса чіпсів).
«З Хеллою Вуолійокі ми взялися писати народний танець для конкурсу у Фінляндії. Пригода фінського поміщика та його слуги. Пан стає людиною лише тоді, коли напивається, бо тоді він забуває про свої інтереси».
У той час як Брехт залишається вірним основній темі, він змінює загальну концепцію та деякі деталі. В оригінальному тексті доктор Майкл, який насправді був суддею зіграв шофера Калле Аалтонена. У новій версії персонаж Вуоринен перетворюється на дворецького Матті.
«Не працюй на пунтілі. П'єса Хелли Вуолійокі — це напівзавершена комедія-перетворення. (…) Мені потрібно опрацювати основну грубу історію, розібрати одухотворюючі діалоги і звільнити місце для наративів і поглядів фінського народного життя, вивести на сцену протиставлення „Пан“ та „Кучер“ і знову довести поезію та комедію до теми. Сюжет показує, як звичайна драматична техніка заважає Хеллі Вуолійокі, незважаючи на всю її скромність, життєвий досвід, життєву силу та письменницький талант»
Версія Брехта під назвою Puntila або Rain Always Down (Puntila oder Der Regen fällt immer nach unten), яку він почав 2 вересня і закінчив 19 вересня. Фінською Iso-Heikkilän isäntä ja hänen Renkinsd Kaile. Komediakertomus Hämeen humalasta (Великий Хейккіля Пан і його слуга Кайле — комедійна історія Тавастлендського пияцтва). Незважаючи на те, що п'єсу було подано на конкурс під іменем автора Урсус, вона не отримала нагороди. У 1940 році Стеффін очистив набраний текст і надіслав його Брехту. У наступні роки п'єсу, яка також отримала післямову, буде опубліковано як «Записки про народний танець», і назвали «Пан Пунтила та його слуга Матті». У 1941 році Брехт і Вуолійокі підписали угоду про авторські права на п'єсу, фінська версія якої була вперше опублікована в 1946 році в Гельсінкі Хеллою Вуолійокі.

## Постановка
Пан Пунтила та його слуга Матті вперше були поставлені 5 червня 1948 року в театрі Schauspielhaus Zürich. Хоча Брехт став режисером вистави, ім'я Курта Гіршфельда було включено як режисера, оскільки він не мав офіційного дозволу на роботу. У цьому поданні Леонард Стекель зіграв роль Пунтіла, Густав Кнут зіграв роль Матті, Хелен Віта зіграла роль Єви.
Технічний персонал
- Режисер — Бертольт Брехт
- Помічник режисера — Курт Гіршфельд
- Дизайнер — Тео Отто

Актори
- Леонард Стекель — Пунтіла Ага
- Густав Кнут — дворецький Матті
- Хелен Віта — Єва
- Лукас Аманн — аташе
- Тереза Гізе — Емма
- Бландін Ебінгер — дівчина-фармацевт

### Постановка в Німеччині
Вперше вистава була поставлена в Німеччині в Гамбурзі, в театрі Deutsches Schauspielhaus. Поставлена під керівництвом Альберта Ліпперта, прем'єра вистави відбулася 22 листопада 1948 року.
Брехт разом зі своєю дружиною Хелен Вайгель обрав Пан Пунтила та його слуга Матті як вступну п'єсу Берлінського ансамблю, який він заснував у 1949 році. П'єса, прем'єра якої відбулася 12 листопада 1949 року в Німецькому театрі, була поставлена під керівництвом Еріха Енгеля та Брехта.
Технічний персонал
- Режисер — Еріх Енгель
- Композитор — Поль Дессау
- Дизайнер — Каспер Нехер

Актори
- Леонард Стекель / Курт Буа — Пунтіла Ага
- Ервін Гешонек — Матті
- Тереза Гізе — Емма
- Аннемарі Хасе — Фіна
- Регіна Лутц — доярка

## Постановка в Туреччині
У перекладі турецькою Йилмаза Оная п'єса була вперше поставлена в 1965 році в театрі Дормена. У наступні роки її продовжували грати різні театральні трупи.

### Художній театр Трабзона (2005)
Технічний персонал
- Автор — Бертольт Брехт
- Переклад Йилмаз Онай
- Режисер — Неджаті Зенгін

Актори
- Некаті Зенгін — Пунтіла
- Сулейман Сірткая — Матті
- Зейнеп Їлмаз — Єва
- Рамазан Узун — офіціант
- Сонер Челік — суддя
- Бюлент Сен — аташе
- Ібрагім Гюрсой — ветеринар/юрист
- Жасмін Аслан — контрабандистка Емма
- Севіль Арабоглу — дівчина-фармацевт/Фіна
- Сонгул Надір Камбер — доярка
- Гюліз Октар — Дівчина по телефону
- Дуйгу Ельмас — Лайна

### Виконавці університеті Богазічі
Вистава була поставлена акторами університету Богазічі в жовтні 2007 року.
Технічний персонал
- Режисер — Мустафа Чичек, Невзат Есер, Ніхал Албайрак, Озге Коркмаз
- Консультації директора — Омер Оздінч, Озгур Ерен
- Музичний консультант — Ібрагім Одак
- Жива музика — Birgül Serçe, Mesut Gökdai, Orçun Yıldırım, Şale Türkeli, Uluç Büyükbeşe
- Декор та аксесуари — Ahmet Özkan, Merve İş, Öner Zafer, Tuğçe Çuhadaroğlu
- Костюм — Діла Окуш, Дуйгу Дальяноглу, Пінар Гюмюш, Япрак Айдін
- Ішик — Бану Каракаш, Мустафа Чичек, Самет Куртулуш, Зілан Какі
- Дизайн плаката — Oner Zafer

Актори
- Ахмет Озкан[7]
- Бану Каракас
- Бурак Акюнак
- Діла Окус
- Дуйгу Даляноглу
- Мерве Хан
- Merve Is
- Мустафа Чичек
- Невзат Есер
- Ніхал Албайрак
- Озге Коркмаз
- Волкан Манту

### Бурса DT
Прем'єра відбулася 3 жовтня 2017 року в Державному театрі Бурси. П'єса йшла впродовж сезону 2017-18.
Технічний персонал
- Автор — Бертольт Брехт
- Переклад Йилмаз Онай
- Директор — Юміт Айдогду
- Музика — Oktay Köseoğlu

Актори
- Халіль Балкани — Пунтіла
- Алі Волкан Цетінкая — Матті
- Серап Улуйол Каранфілчі
- Левент Узунбілек
- Хатідже Сезер
- Алі Бірджан Теке
- Акан Важкий Аксой
- Дженк Туран
- Саліх Джем Сенер
- Ердем Ердоган
- Неджат Орбай Шелікоглу
- Джем Хамза Чанакоглу
- Айше Дінч
- Джансу Їлмаз
- Оповідання Есендемір
- Ерем Налчі
- Еміне Ірмак Баккір
- Сідіка Деря Гумрал
- Наргіз Акар
- Запальничка Гізем
- Ремінець Ceren
- Діяр Ґенюлалчак
- Ірмак Сокіл
- Дідем ель
- Кагла Янг